# Pol Freixanet
Pol Freixanet Viejo (Manresa, Barcelona, 22 de agosto de 1991) es un futbolista español. En el terreno de juego ocupa la posición de portero y ahora juega en el Club de Fútbol Intercity de la Primera Federación.

## Trayectoria
Empezó su carrera en las categorías inferiores del RCD Espanyol. En verano de 2010 ficha por el Málaga C.F. aunque juega en su filial el Atlético Malagueño.
Desde la temporada 2011-12 entrena con la primera plantilla del Málaga CF y ha conseguido entrar en algunas ocasiones en la lista de jugadores convocados con portero suplente, siendo la primera vez convocado en un partido frente a la Real Sociedad, en enero del 2012 el Málaga CF anuncia su renovación hasta la temporada 2013/2014. En la temporada 2012/13 actuará como tercer portero del primer equipo.
En verano de 2013, Carmelo del Pozo secretario técnico del Real Oviedo lo ficha en calidad de cedido para jugar en Segunda B, con el único objetivo de buscar el ascenso.
En verano de 2014 queda desvinculado del Málaga CF y firma por una temporada con el Elche Ilicitano.
En la temporada 2017-18, firma por el Club de Fútbol Fuenlabrada del grupo I de Segunda división B, donde llegó a disputar los 'playoffs' de ascenso a Segunda división y se enfrentó al Real Madrid en la Copa del Rey.
En la temporada 2018-19, se compromete con el Reus Deportiu.
En la temporada 2019-20, regresa al Club de Fútbol Fuenlabrada para jugar en Segunda división, en la que permanece durante varias temporadas.
El 30 de junio de 2021, queda desvinculado del club madrileño.
El 22 de julio de 2022, firma por el Club de Fútbol Fuenlabrada de la Primera Federación.
El 13 de marzo de 2024, firma por el Club de Fútbol Intercity de la Primera Federación RFEF.

## Vida personal
Pol Freixanet es el hijo de Jordi Freixanet, exjugador de baloncesto español que militó en equipos de la Liga ACB, la principal liga de baloncesto en el país.

## Clubes
| Equipo             | País   | Año        | Partidos | Goles |
| ------------------ | ------ | ---------- | -------- | ----- |
| RCD Espanyol B     | España | 2009-2010  |          |       |
| Atlético Malagueño | España | 2010-2013  | 0        | 0     |
| Málaga C.F.        | España | 2011 -2013 | 0        | 0     |
| Real Oviedo        | España | 2013-2014  | 15       | 0     |
| Elche Ilicitano    | España | 2014-2016  | 3        | 0     |
| Fuenlabrada        | España | 2017-2018  | 47       | 0     |
| Reus Deportiu      | España | 2018-2019  | 2        | 0     |
| Fuenlabrada        | España | 2019-2021  | 18       | 0     |
| Fuenlabrada        | España | 2022-2023  | 11       | 0     |
| C.F. Intercity     | España | 2024-      |          |       |